# Colmenar del Arroyo
Colmenar del Arroyo – miejscowość w Hiszpanii we wspólnocie autonomicznej Madryt, położona 50 km na zachód od Madrytu. Liczy ok. 1 400 mieszkańców.